# Еліс Шалві
Еліс Гільдегард Шалві (івр. אליס הילדגרד שלוי; уроджена Маргуліс, нім. Margulies; 16 жовтня 1926, Ессен, Німеччина — 2 жовтня 2023) — ізраїльський филолог-англіст і громадська діячка, ідеолог ортодоксально-юдаїського фемінізму, засновниця Жіночого лобі Ізраїлю. Лавреатка Державної премії Ізраїлю (2007).

## Біографія
Народилася в Ессені 1926 року, наймолодша з трьох дітей (старша сестра Едіт померла 1929 року) в сім'ї торговця-гуртовика Бенціона Маргуліса та Перл Маргуліс. Батько, вірянин-юдей із сучасними поглядами, був активістом релігійно-сіоністського руху «Мізрахі», згодом делегатом Всесвітніх сіоністських конгресів і членом виконкому Всесвітньої сіоністської організації.
Початкову освіту здобула в єврейській школі в Ессені. Незабаром після приходу до влади в Німеччині нацистів у будинку Маргулісів пройшов обшук, що спонукало родину до еміграції. Бенціон вирушив до Лондона вже в серпні того ж року, приєднавшись до невеликої гуртової фірми молодшого брата, який там проживав, у травні 1934 року з Німеччини приїхала і Перл із сином Вільгельмом (Зеєвом) і дочкою Алісою. Коли її брат продовжив навчання в єврейській середній школі, Аліса (Еліс) навчалася в публічних школах і брала приватні уроки івриту. Єврейські духовні традиції вона опанувала в сім'ї. Бенціон незабаром посів помітне місце серед лідерів місцевої єврейської громади та в роки Другої світової війни активно займався проблемами біженців із континентальної Європи. Еліс перейняла в ці роки у батька як сіоністські ідеали, так і захоплення філантропією.
Під час війни сім'я Маргулісів проживала в Веддесдоні (Бакінгемшир), й Еліс закінчила середню школу в сусідньому Ейлсбері. У 1944 році вступила до Ньюнем-коледжу — одного з двох коледжів Кембриджського університету, які до того моменту приймали студенток-жінок. Навчаючись на бакалавра англійської літератури, була активною учасницею Єврейського товариства Кембриджського університету, де обіймала в різні часи посади секретаря, скарбника та президента і вже в цей час боролася за повнішу участь жінок у релігійних обрядах. У грудні 1946 року, коли в Базелі відбувся перший післявоєнний Всесвітній сіоністський конгрес, Еліс Маргуліс увійшла до міжвишівської делегації, що представляла Велику Британію на паралельному з основним Молодіжному конгресі.
Незабаром після резолюції ООН про розподіл Палестини та створення єврейської держави, у грудні 1947 року, вперше відвідала підмандатну Палестину разом із батьками. Враження виявилося настільки сильним, що спочатку Еліс вирішила залишитися в кібуці, але її переконали повернутися до Великої Британії, щоб закінчити навчання в Лондонській школі економіки, де вона на той час здобувала спеціальність соціального працівника. У підсумку вона провела в Лондоні два роки і після закінчення другого ступеня у грудні 1949 року вирушила до створеного на той час незалежного Ізраїлю.
До цього часу в Ізраїлі велися роботи з прийому масової алії з арабських країн, і у сфері соціальної роботи на послуги Маргуліс, яка не знала арабської, не було попиту. Згодом вона знайшла роботу викладача англійської мови як іноземної в рамках однієї з програм Єврейського університету в Єрусалимі. Надалі вона продовжувала роботу на відділенні англійської мови та літератури цього вишу протягом 40 років, захистивши 1962 року докторську дисертацію на тему «Ренесансні концепції у „проблемних“ п'єсах Шекспіра» і здобувши звання асистент-професора. 1969 року до неї також звернулися з проханням про допомогу у створенні відділення англійської мови та літератури в Університеті Бен-Гуріона в Беер-Шеві, і вона очолювала це відділення протягом чотирьох років. Водночас її кандидатура на посаду декана факультету гуманітарних і суспільних наук була відкинута за статевою ознакою. В Єврейському університеті 1973 року обійняла посаду директора Інституту мови та літератури; завершила роботу в Єврейському університеті 1990 року.
У травні 1950 року познайомилася з Моше Шелковичем, вихідцем із нью-йоркської ортодоксальної сім'ї. Моше, який розділяв ті ж сучасні погляди, які відрізняли сім'ю Маргуліс, прибув до Ізраїлю вчитися в Єврейському університеті, але замість цього влаштувався працювати в місцевому відділенні банку Barclays. У жовтні того ж року вони одружилися; надалі їхнє сімейне прізвище було івритизовано, перетворившись на «Шалві». У шлюбі з Моше у Еліс народилися троє синів і три дочки.
Паралельно з викладацькою роботою в Єврейському університеті Еліс Шалві з 1975 року обіймала посаду директора в ортодоксальній середній школі для дівчаток «Пелех» у Єрусалимі. Сама Шалві згадувала, що у цій школі навчалися її дочки, і коли навчальний заклад опинився у важкому економічному становищі, було вирішено тимчасово призначити директора з-поміж батьків учнів. Шалві добровільно взяла на себе ці обов'язки до моменту, коли буде найнятий директор на постійній основі, але залишалася на посаді 15 років. За часів Шалві у школі застосовувалися методи відкритої освіти, у центрі якої — учень. Демократичний характер навчання, запроваджений у школі «Пелех», пізніше взяли на озброєння низка шкіл Ізраїлю. «Пелех» стала першою середньою школою в країні, де ввели курс з екології, і однією з перших, де почали викладати галаху. Комісія з надання Державної премії Ізраїлю характеризує «Пелех» як першу експериментальну школу в історії державно-релігійного сектора у шкільній освіті Ізраїлю.
По мірі розвитку академічної кар'єри Шалві почала стикатися з явищами дискримінації за ознакою статі. Об'єднавши зусилля з іншими співробітницями, вона подала керівництву Єврейського університету список вимог щодо виправлення дискримінації; всі ці вимоги задовільнили. У віці 53 років, під час відвідування Мілвокі, Шалві побувала в консервативній синагозі і вперше в житті отримала можливість читати Тору з кафедри синагоги — роль, яка в ортодоксальних синагогах закріплена лише за чоловіками. Після цього вона почала відвідувати консервативну синагогу і в Ізраїлі, а надалі протягом чотирьох років очолювала Інститут юдаїки імені Шехтера, що належить консервативній течії в юдаїзмі. За час її перебування на чолі інституту до навчальної програми було внесено низку нововведень, зокрема введено програму навчання на ступінь магістра за спеціальністю «Юдаїзм у мистецтві».
1984 року Американський єврейський конгрес організував так званий американсько-ізраїльський діалог єврейських жінок — конференцію, що стала каталізатором розвитку фемінізму в Ізраїлі. У рамках цієї конференції Ізраїль відвідала ідеолог американського фемінізму Бетті Фрідан. Її приклад став наснаживим для Шалві, і того ж року вона стала однією із засновниць Жіночого лобі Ізраїлю (івр. שדולת הנשים בישראל), яке очолювала до 2000 року. За відносно короткі терміни, діючи через суди та законодавців, лобі досягло значного покращення статусу жінок у країні. Це стосувалося не тільки зростання представництва жінок в органах влади всіх рівнів, а й таких питань, як вік виходу на пенсію та право служби в бойових частинах.
Після початку інтифади 1987 року Шалві брала активну участь у пошуках взаєморозуміння і мирного вирішення конфлікту на Близькому Сході. Вона, зокрема, організовувала зустрічі учениць школи «Пелех» з учнями зі Східного Єрусалиму, сама брала участь у конференціях ізраїльських і палестинських жінок. Входила до низки громадських організацій з розвитку культури в Ізраїлі, зокрема єрусалимську раду Ізраїльського філармонічного оркестру, репертуарну комісію театру «Хан» і раду директорів Музею діаспори. Завершивши 2003 року роботу в Інституті Шехтера, приєдналася до редакційної групи видання «Jewish Women: A Comprehensive Historical Encyclopedia» як заступник головного редактора.
Після смерті чоловіка 2013 року зосередилася на написанні книги мемуарів «Never a Native» (з англ. — «Завжди немісцева»), яка вийшла у 2018 році та на наступний рік отримала Премію Національної ради єврейської книги за жіночу літературу. Померла у жовтні 2023 року, не доживши кількох тижнів до 97 років і залишивши по собі п'ять із шести дітей. Похована на цвинтарі «Санхедрія» в Єрусалимі.

## Визнання
Заслуги Еліс Шалві відзначені почесними науковими званнями низки закладів Ізраїлю та США, зокрема Американський єврейський університет (Лос-Анджелес, 1996), Грац-коледж (Філадельфія, 1998), Американська єврейська теологічна семінарія (Нью-Йорк, 1999), Браунівський університет (2000), Хібру-Юніон-коледж й Інститут Вейцмана (обидва — 2001), Відкритий університет Ізраїлю (2009), Коледж Хебрю (Бостон, 2019) та Хайфський університет (2020).
1989 року стала лавреаткою премії імені Гринцвейга від Асоціації за громадянські права в Ізраїлі. 1991 року отримала премію за освіту в ім'я миру імені Ротфілда від Міжнародного центру за мир на Близькому Сході. Перша лавреатка нагороди жінці-лідеру Нового ізраїльського фонду (1994; згодом перейменована на премію Еліс Шалві). 1997 року вшанована званням почесного громадянина Єрусалима. 2007 року стала лавреатом Державної премії Ізраїлю за особливі заслуги перед суспільством і державою. 2017 року вшанована премією «Боней Ціон».
Крім особистих нагород Еліс Шалві за громадську діяльність, нагородами відзначили очолювану нею школу «Пелех» (1991, від міністерства культури Ізраїлю) та її автобіографію «Never a Native» (2019, від Національної ради єврейської книги США).